# Hôtel des Postes de Pau
L’hôtel des Postes est un bâtiment public, situé au no 14, rue Gambetta, à Pau dans le département français des Pyrénées-Atlantiques, en région Nouvelle-Aquitaine.

## Historique
Un service postal est présent dans la ville depuis le XVIIIe siècle. Présent sur ce qui est alors l’emplacement de la future place Gramont, le relais qui est également une auberge, est tenu par les frères Manescau qui obtiennent du roi Louis XV en 1769, la charge de maître de postes.
Ayant depuis, plusieurs fois changé d’emplacement, le service des postes s’installe finalement dans la rue Notre-Dame (actuelle rue Alfred-de-Lassence) vers 1850, mais l’emplacement, au sein de cet axe très étroit nuit au voisinage, déplait à la riche clientèle anglaise et américaine de l’époque et s’avère rapidement exiguë, en particulier les salons d’attente.
En 1885, un premier projet de nouvel hôtel des Postes est proposé par l’architecte de la ville, Barthélémy-Faustin Touzis, au sud de la halle située place Georges-Clemenceau, adossé au couvent des Ursulines. Celui-ci ne récolte cependant pas l’unanimité à la suite d’une pétition établie par le voisinage et est abandonné. S’ensuivent trois hypothétiques projets dont plusieurs remaniements du premier, une proposition d’agrandissement de la halle en 1888, puis un second en 1891.
En 1894, la municipalité, propriétaire d’un terrain situé non-loin du cours Bosquet, se porte acquéreur des terrains alentour au sien et décide le percement de l’actuelle rue Gambetta. Dans le même temps, celle-ci fait dresser, par l’architecte Henri Lalheugue, les plans d’un vaste bâtiment d’angle, en vue d’y accueillir la nouvelle poste. Après de nombreuses négociations et modifications des plans, les travaux démarrent en 1898 pour finir en 1903.
En 1954, la clientèle plus nombreuse et l’évolution technologique, entrainent une nouvelle campagne de travaux. Les PTT décident donc l’agrandissement de la poste par un vaste bâtiment sur l’angle opposé donnant sur la rue Lamothe. De proportions équivalentes au bâtiment d’origine, celui-ci est construit dans un style moderne par l’architecte J. Canouet de 1957-1959. Le bâtiment historique se voit également modifié pour l’occasion, par l’apport d’une rehausse, harmonisant alors les différentes hauteurs de la toiture.
L'édifice accueille encore au XXIe siècle les services de La Poste.

## Architecture et description
Le bâtiment historique, formant angle avec la rue Gambetta et le cours Bosquet, se compose de quatre niveaux posés sur un soubassement accueillant des réserves et archives. 
Le vaste rez-de-chaussée regroupe initialement les salles de départs et d’arrivées réservées aux flux de courriers. Le premier étage accueille la grande salle des télégraphes et téléphones disposant d’un poêle Gurney-Oxford, ainsi que de nombreux bureaux disposant tous d’une cheminée. Le deuxième étage est destiné quant à lui aux appartements du directeur et à ceux du receveur des postes. Le troisième et dernier étage accueille les logements du personnel, les archives et une salle de conférences.  
L’extérieur du bâtiment affiche une architecture éclectique, le pavillon central se voit pourvu d’une riche ornementation faite de coquilles et cornes d’abondance ainsi que des têtes de lions tenant dans leurs gueules des grappes de fleurs et de fruits, dont la réalisation est confiée au sculpteur français Louis-Joseph Alexandre. 
Les menuiseries arborent un style Louis XV, la façade porte la devise de la République française « Liberté, Égalité, Fraternité » et le fronton présent sur le toit représente les armes de la ville, surmontées par un globe ailé, allégorie de Mercure, messager des dieux. 
Les travaux de 1957, viennent étoffer la superficie de l’édifice par un vaste bâtiment supplémentaire faisant angle avec la rue Lamothe et le cours Bosquet. Celui-ci, réalisé par l’architecte J. Canouet, arbore un style architectural moderne, dérivé du style Art déco. Il sert alors à accueillir les machines trieuses, il accueille au XXIe siècle la filiale bancaire de La Poste.